# Nuoto ai Campionati africani di nuoto 2022
Le gare di nuoto ai Campionati africani di nuoto 2022 si disputarono dal 20 al 24 agosto 2022 presso la Piscina olimpica di Radès di Tunisi in Tunisia.

## Podi

### Uomini
| Evento                          | Oro | Perform.       | Argento | Perform. | Bronzo                                                                                             | Perform. |
| Stile libero                    | |                | |          | |          |
| 50 m (dettagli)                 | Clayton Jimmie Sudafrica | 22.47          | Oussama Sahnoune Algeria | 22.54    | Omar Mehamed Taha Radwan Faker Egitto                                                              | 22.62    |
| 100 m (dettagli)                | Oussama Sahnoune Algeria | 49.44          | Clayton Jimmie Sudafrica | 49.78    | Omar Adel OMAR ADEL Egitto                                                                         | 50.61    |
| 200 m (dettagli)                | NASR Amin Youssef Abdalla ahmed Egitto | 1:52.14        | Mohammed Mahdi Laagili Tunisia | 1:52.16  | Ahmed Jaouadi Tunisia                                                                              | 1:52.21  |
| 400 m (dettagli)                | Ahmed Jaouadi Tunisia | 3:55.14        | Marwan El-Amrawy Egitto | 3:55.30  | Mohammed Mahdi Laagili Tunisia                                                                     | 3:59.97  |
| 800 m (dettagli)                | Marwan El-Amrawy Egitto | 8:06.46        | Ahmed Jaouadi Tunisia | 8:10.34  | Ben Ajmia Mohamed Khalil Tunisia                                                                   | 8:18.89  |
| 1500 m (dettagli)               | Ahmed Jaouadi Tunisia | 15:33.51       | Marwan El-Amrawy Egitto | 15:45.80 | Ben Ajmia Mohamed Khalil Tunisia                                                                   | 15:57.57 |
| Dorso                           | |                | |          | |          |
| 50 m (dettagli)                 | Clayton Jimmie Sudafrica | 25.75          | Abdellah Ardjoune Algeria | 25.87    | Ruard van Renen Sudafrica                                                                          | 26.68    |
| 100 m (dettagli)                | Abdellah Ardjoune Algeria | 55.31 CR       | Salim Zied Sudan | 55.91    | Ruard van Renen Sudafrica                                                                          | 57.09    |
| 200 m (dettagli)                | Abdellah Ardjoune Algeria | 2:00.88        | Mohamed Hany Elsayed Ahmed Mohamady Egitto                                                                                         | 2:01.68  | Salim Zied Sudan                                                                                   | 2:02.06  |
| Rana                            | |                | |          | |          |
| 50 m (dettagli)                 | Jaouad Syoud Algeria | 28.00 NR       | Adnen Beji Tunisia | 28.02    | Mohamed Hossam Ibrahimabdelfatah Eissawy Egitto                                                    | 28.14    |
| 100 m (dettagli)                | Jaouad Syoud Algeria | 1:01.18 CR, NR | Adnen Beji Tunisia | 1:01.49  | Mohamed Hossam Ibrahimabdelfatah Eissawy Egitto                                                    | 1:02.66  |
| 200 m (dettagli)                | Jaouad Syoud Algeria | 2:13.37 CR     | Matthew Randle Sudafrica | 2:15.43  | Adnen Beji Tunisia                                                                                 | 2:16.94  |
| Farfalla                        | |                | |          | |          |
| 50 m (dettagli)                 | Clayton Jimmie Sudafrica | 23.54          | Abeiku Jackson Ghana | 24.08    | Omar Mehamed Taha Radwan Faker Egitto                                                              | 24.27    |
| 100 m (dettagli)                | Abeiku Jackson Ghana | 53.89          | Jaouad Syoud Algeria | 53.94    | Clayton Jimmie Sudafrica                                                                           | 54.22    |
| 200 m (dettagli)                | Jaouad Syoud Algeria | 1:58.98 CR     | Ross Hartigan Sudafrica | 2:01.23  | NASR AMIN YOUSSEF ABDALLA AHMED Egitto                                                             | 2:02.71  |
| Misti                           | |                | |          | |          |
| 200 m (dettagli)                | Jaouad Syoud Algeria | 2:00.05 CR     | Ross Hartigan Sudafrica | 2:03.87  | Moncef Balamane Algeria                                                                            | 2:04.26  |
| 400 m (dettagli)                | Jaouad Syoud Algeria | 4:22.08        | Karim Magdi Mahmoud Ismail Mahmoud Egitto                                                                                          | 4:28.54  | Ruan Ras Sudafrica                                                                                 | 4:29.06  |
| Staffette                       | |                | |          | |          |
| 4x100 m stile libero (dettagli) | Egitto | 3:24.76        | Algeria Aimene Moncef Balamane Sofiane Achour Talet Oussama Sahnoune Jaouad Syoud                                                  | 3:26.51  | Senegal                                                                                            | 3:27.92  |
| 4x200 m stile libero (dettagli) | Egitto Nasr Amin Youssef Abdalla Ahmed (1:54.05) Mohamed Yasser Mohamed Omar (1:51.84) Marwan El-Amrawy (1:54.60) Omar Adel Omar Adel (1:52.00) | 7:32.49        | Tunisia Mohamed Khalil Ben Ajmia (1:55.49) Ahmed Jaouadi (1:53.32) Mohamed Aziz Ghaffari (1:53.47) Mohamed Mahdi Laagili (1:52.12) | 7:34.40  | Sudafrica Roberto Gomes (1:55.14) Ross Hartigan (1:54.18) Tai Pearson (1:57.79) Ruan Ras (1:55.82) | 7:42.93  |
| 4x100 m misti (dettagli)        | Algeria Abdellah Ardjoune Aimene Moncef Balamane Jaouad Syoud Oussama Sahnoune                                                                  | 3:42.05        | Egitto | 3:45.14  | Sudafrica                                                                                          | 3:45.26  |

### Donne
| Evento                          | Oro                                     | Perform. | Argento                                                                         | Perform. | Bronzo                                                                          | Perform. |
| Stile libero                    |                                         |          |                                                                                 |          |                                                                                 |          |
| 50 m (dettagli)                 | Inge Weidemann Sudafrica                | 25.75    | Kirabo Namutebi Uganda                                                          | 26.01 NR | Nesrine Medjahed Algeria                                                        | 26.12    |
| 100 m (dettagli)                | Inge Weidemann Sudafrica                | 57.20    | Nesrine Medjahed Algeria                                                        | 57.26    | Trinity Hearne Sudafrica                                                        | 57.65    |
| 200 m (dettagli)                | Lojine Abdallah Salah Zaki Hamed Egitto | 2:05.53  | Trinity Hearne Sudafrica                                                        | 2:05.65  | Hannah Pearse Sudafrica                                                         | 2:07.92  |
| 400 m (dettagli)                | Lojine Abdallah Salah Zaki Hamed Egitto | 4:25.50  | Maram Souissi Tunisia                                                           | 4:29.84  | Samantha Randle Sudafrica                                                       | 4:30.07  |
| 800 m (dettagli)                | Lojine Abdallah Salah Zaki Hamed Egitto | 9:05.26  | Samantha Randle Sudafrica                                                       | 9:08.56  | Jamila Boulakbeche Tunisia                                                      | 9:13.66  |
| 1500 m (dettagli)               | Samantha Randle Sudafrica               | 17:28.54 | Lojine Abdallah Salah Zaki Hamed Egitto                                         | 17:30.73 | Jamila Boulakbeche Tunisia                                                      | 17:43.53 |
| Dorso                           |                                         |          |                                                                                 |          |                                                                                 |          |
| 50 m (dettagli)                 | Kerryn Herbst Sudafrica                 | 29.53    | Meroua Merniz Algeria                                                           | 29.79    | Sara Walid Mahmoud Elsammany Egitto                                             | 30.09    |
| 100 m (dettagli)                | Kerryn Herbst Sudafrica                 | 1:03.34  | Anishta Teeluck Mauritius                                                       | 1:04.59  | Meroua Merniz Algeria                                                           | 1:04.65  |
| 200 m (dettagli)                | Hannah Pearse Sudafrica                 | 2:16.19  | Anishta Teeluck Mauritius                                                       | 2:19.01  | Samantha Randle Sudafrica                                                       | 2:19.18  |
| Rana                            |                                         |          |                                                                                 |          |                                                                                 |          |
| 50 m (dettagli)                 | Emily Visagie Sudafrica                 | 33.22    | Alicia Kok Shun Mauritius                                                       | 33.31    | Hedy Moustafa Mahmoud Aly Egitto                                                | 33.50    |
| 100 m (dettagli)                | Emily Visagie Sudafrica                 | 1:11.49  | Hamida Rania Nefsi Algeria                                                      | 1:12.55  | Habiba Belghith Tunisia                                                         | 1:13.17  |
| 200 m (dettagli)                | Emily Visagie Sudafrica                 | 2:34.33  | Hamida Rania Nefsi Algeria                                                      | 2:38.70  | Rawan Tamer Mohamed Said Mohamed Eldama Egitto                                  | 2:39.50  |
| Farfalla                        |                                         |          |                                                                                 |          |                                                                                 |          |
| 50 m (dettagli)                 | Inge Weidemann Sudafrica                | 27.28    | Sara Walid Mahmoud Elsammany Egitto                                             | 27.63    | Oumy Diop Senegal                                                               | 27.86    |
| 100 m (dettagli)                | Trinity Hearne Sudafrica                | 1:01.08  | Oumy Diop Senegal                                                               | 1:01.24  | Rawan Tamer Mohamed Said Mohamed Eldama Egitto                                  | 1:02.48  |
| 200 m (dettagli)                | Trinity Hearne Sudafrica                | 2:20.88  | Hiaa Khaled Ibrahim Abdemeged Salim Diab Egitto                                 | 2:20.95  | Lia-Ana Lima Angola                                                             | 2:23.57  |
|                                 |                                         |          |                                                                                 |          |                                                                                 |          |
| 200 m (dettagli)                | Emily Visagie Sudafrica                 | 2:19.69  | Trinity Hearne Sudafrica                                                        | 2:19.85  | Imene Kawthar Zitouni Algeria                                                   | 2:26.28  |
| 400 m (dettagli)                | Trinity Hearne Sudafrica                | 4:56.89  | Samantha Randle Sudafrica                                                       | 4:58.57  | Rawan Tamer Mohamed Said Mohamed Eldama Egitto                                  | 5:02.69  |
| Staffette                       |                                         |          |                                                                                 |          |                                                                                 |          |
| 4x100 m stile libero (dettagli) | Sudafrica                               | 3:52.52  | Egitto                                                                          | 3:54.73  | Tunisia                                                                         | 4:03.49  |
| 4x200 m stile libero (dettagli) | Sudafrica                               | 8:36.51  | Egitto                                                                          | 8:38.79  | Algeria Nesrine Medjahed Hamida Rania Nefsi Meroua Merniz Imene Kawthar Zitouni | 8:47.39  |
| 4x100 m misti (dettagli)        | Sudafrica                               | 4:15.51  | Algeria Meroua Merniz Hamida Rania Nefsi Imene Kawthar Zitouni Nesrine Medjahed | 4:20.75  | Tunisia                                                                         | 4:24.41  |

### Miste
| Evento                          | Oro       | Perform. | Argento                                                                      | Perform. | Bronzo | Perform. |
| Staffette                       |           |          |                                                                              |          |        |          |
| 4x100 m stile libero (dettagli) | Sudafrica | 3:37.30  | Algeria Oussama Sahnoune Imene Kawthar Zitouni Nesrine Medjahed Jaouad Syoud | 3:38.98  | Egitto | 3.39.41  |
| 4x100 m misti (dettagli)        | Sudafrica | 4:00.15  | Algeria Abdellah Ardjoune Hamida Rania Nefsi Jaouad Syoud Nesrine Medjahed   | 4:00.40  | Egitto | 4:03.47  |

## Medagliere
Nazione ospitante 
| Posiz. | Nazione   | Oro | Argento | Bronzo | Totale |
| ------ | --------- | --- | ------- | ------ | ------ |
| 1      | Sudafrica | 22  | 8       | 10     | 40     |
| 2      | Algeria   | 10  | 11      | 5      | 26     |
| 3      | Egitto    | 7   | 10      | 13     | 30     |
| 4      | Tunisia   | 2   | 6       | 10     | 18     |
| 5      | Ghana     | 1   | 1       | 0      | 2      |
| 6      | Mauritius | 0   | 3       | 0      | 3      |
| 7      | Senegal   | 0   | 1       | 2      | 3      |
| 8      | Sudan     | 0   | 1       | 1      | 2      |
| 9      | Uganda    | 0   | 1       | 0      | 1      |
| 10     | Angola    | 0   | 0       | 1      | 1      |
| Totale | Totale    | 42  | 42      | 42     | 126    |